# Tatort: Herz der Dunkelheit
Herz der Dunkelheit ist ein Fernsehfilm aus der Krimireihe Tatort. Der vom MDR Fernsehen produzierte Beitrag ist die 1292. Tatort-Episode und wurde am 2. Februar 2025 im SRF, im ORF und im Ersten ausgestrahlt. Die Dresdner Ermittler Karin Gorniak und Peter Michael Schnabel ermitteln in ihrem 18., Leonie Winkler in ihrem 12. Fall.

## Handlung
Abiturienten feiern eine wilde Party im Haus der Mitschülerin Maya Wolff, deren Eltern gerade im Urlaub sind. Einige nehmen Drogen, unter ihnen das Alpha-Männchen Janusz Simiak und der Außenseiter Marlin Baum. Als Marlin Janusz in einem Duschraum leblos vorfindet, alarmiert er die Polizei. Nach der Adresse gefragt, wendet er sich an seine Mitschüler, wird nicht ernst genommen, seines Handys beraubt und schließlich sogar gejagt. Beim Versuch, einen LKW zu stoppen, wird er überfahren. Am Tag darauf verstirbt er im Krankenhaus. Janusz hingegen ist spurlos verschwunden. Seine Mitschüler geben an, nichts über seinen Verbleib zu wissen. Am möglichen Tatort, der Dusche, stellt die KTU Blutspuren fest und Kriminaloberkommissarin Gorniak findet einen Ohrring. Im Verhör gibt Januszs Freundin Maya zu, es sei ihrer, und meint, sie habe ihn wohl beim Duschen verloren.
In der Folgezeit konzentriert Gorniak ihre Ermittlungen auf eine weitere Mitschülerin, Romy Brahms. Das ist insofern brisant, da Gorniak seit einiger Zeit intim ist mit ihrem Vater, Dr. Paul Brahms. In einer Vernehmung gibt Romy Gorniak gegenüber an, sie sei bereits um 1:30 Uhr nach Hause und ins Bett gegangen. Gorniak, die zur fraglichen Zeit vor Ort war und versehentlich in ihr Zimmer geschaut hatte, geht davon aus, dass sie lügt. Als Brahms davon erfährt, behauptet er, er habe Romy schlafend vor dem Fernseher vorgefunden. Gorniak lässt nicht locker und schreckt auch nicht davor zurück, unerlaubt in Romys Privatsphäre nach verdächtigen Spuren zu suchen. Dabei kommt ans Licht, dass Romy vor einigen Monaten eine Beziehung mit Janusz hatte, von ihm schwanger geworden war und auf Drängen ihres Vaters abgetrieben hatte. Seitdem habe sie sich verhärtet, beklagt er gegenüber Gorniak.
Jule, die einzige gesprächsbereite Schülerin (sie hat vor, selbst einmal Polizistin zu werden), hilft schließlich mit, die Ermittlungen in die richtige Richtung zu lenken. Januszs Leiche wird in einer Höhle im Elbsandsteingebirge gefunden, von Wildschweinen völlig zerfleischt. Am Ende ist eine Gruppe von Schülern geständig: Janusz sei bei einem Streit um ein Handy-Video, das zeigt, wie er den Mitschüler Kevin küsst, unglücklich ins Schwimmbecken gestürzt. Unschlüssig hätten sie tatenlos verharrt, sodass er ertrank. Aus Angst hätte dann eine kleine Gruppe, darunter auch Romy, die Leiche im Auto der Mutter eines Schülers ins Elbsandsteingebirge gefahren und in eine Schlucht geworfen. Am Tag darauf hätten sie den Toten dann alle gemeinsam in jene Höhle getragen.
Gorniaks Beziehung mit Brahms zerbricht. Sie beantragt eine Auszeit von ihrem Polizeidienst.

## Hintergrund
Der Film wurde vom 12. April 2023 bis zum 11. Mai 2023 in Dresden und Leipzig gedreht. Drehorte waren unter anderem die Hochhäuser von Leipzig-Grünau, das Robert-Schumann-Gymnasium Leipzig, der Outdoor-Skatepark am Leipziger Heizhaus und die Fährstelle zwischen Königstein und Halbestadt.

## Rezeption

### Kritiken
„Ermittlerin Gorniak verabschiedet sich […] erfreulich unpathetisch. Chef Schnabel dagegen ist weiter im Dienst. Wie immer gilt: Solange Martin Brambach an Bord bleibt, ist noch nicht alles verloren.“

### Einschaltquoten
Die Erstausstrahlung von Herz der Dunkelheit am 2. Februar 2025 wurde in Deutschland von 8,25 Millionen Zuschauern gesehen und erreichte einen Marktanteil von 28,4 % für Das Erste.